# Studnice

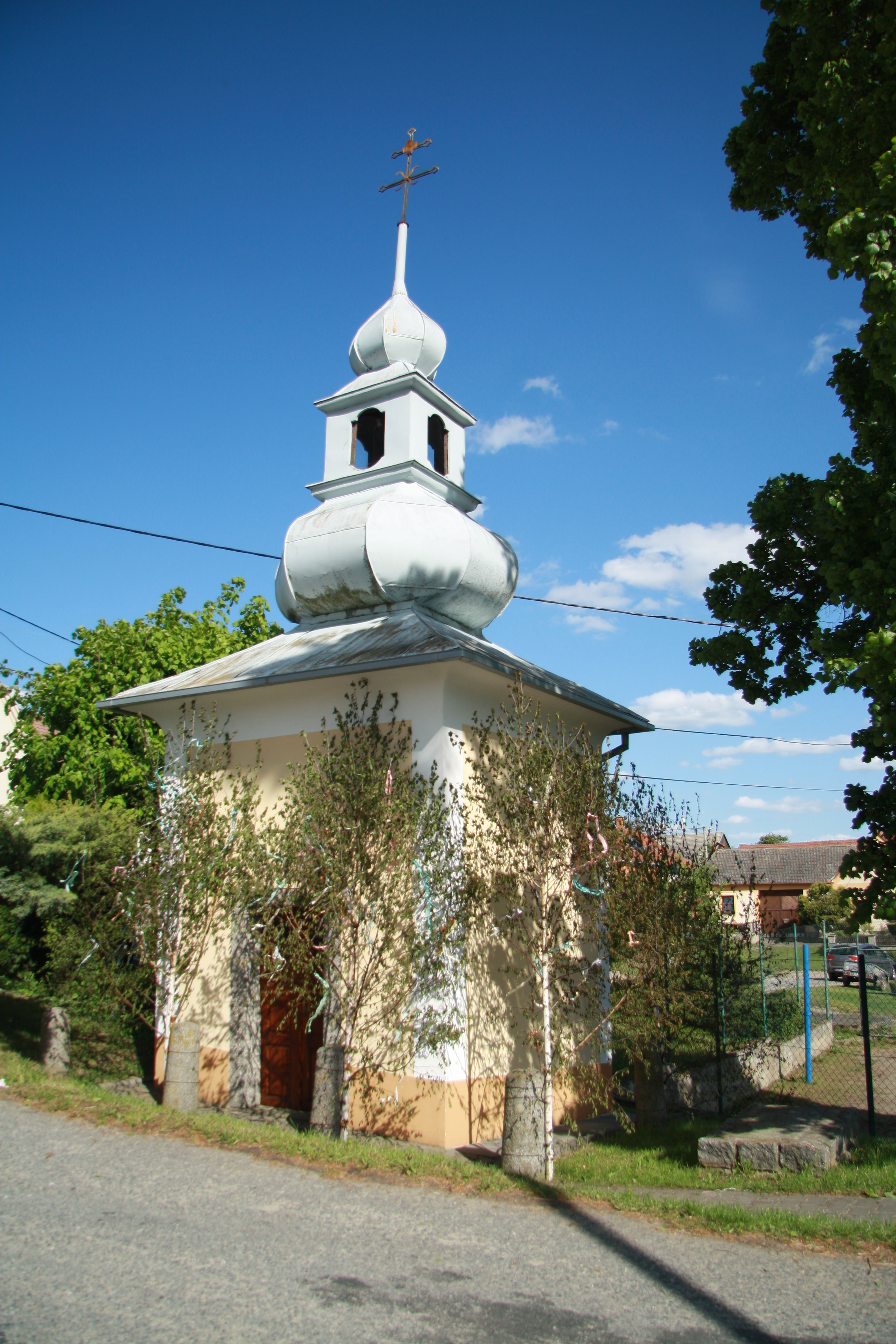
Kapelle

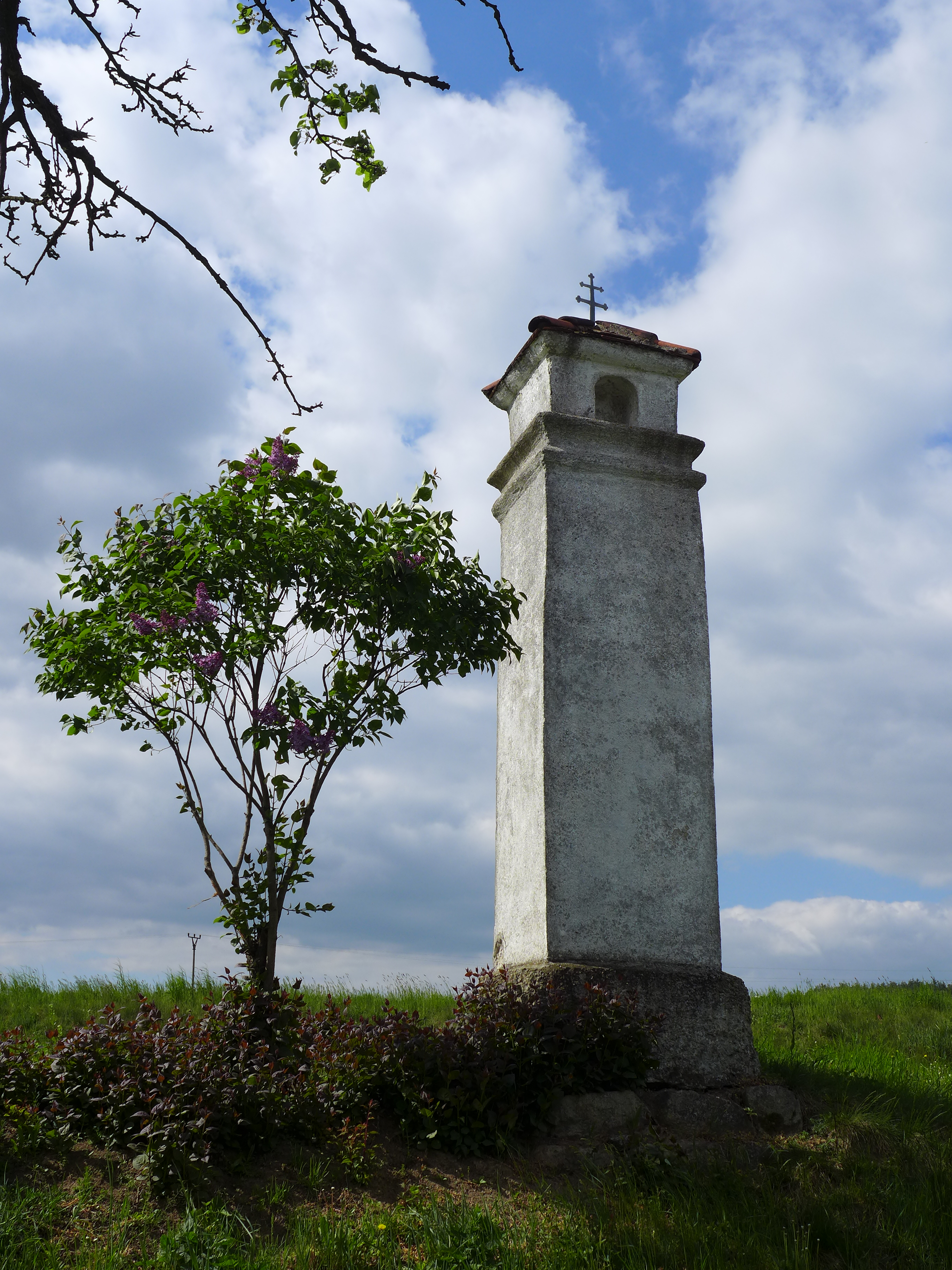
Bildstock

Studnice (deutsch Studnitz) ist eine Gemeinde in Tschechien. Sie liegt sieben Kilometer südlich von Velké Meziříčí und gehört zum Okres Třebíč.

## Geographie
Studnice befindet sich rechtsseitig der Oslava im Krischanauer Bergland (Křižanovská vrchovina) im Süden der Böhmisch-Mährischen Höhe. Nördlich des Dorfes erhebt sich der Hügel Studnická strážnice (510 m n.m.). Gleichfalls im Norden, am anderen Ufer der Oslava, liegen die Reste der Burg Templštejn.
Nachbarorte sind Osové, Nesměř und Petráveč im Norden, Dolní Heřmanice im Nordosten, Oslava und Tasov im Osten, Klementice im Südosten, Mihoukovice und Rejdůveň im Süden, Kundelov und Budišov im Südwesten, Hodov im Westen sowie Rohy im Nordwesten.

## Geschichte
Die erste schriftliche Erwähnung von Studniez erfolgte im Jahre 1366, als Markgraf Johann Heinrich die um 1360 nach dem Tode der Brüder Sezema und Tobias von Eywanč heimgefallenen Güter Eywanč, Ocmanice, Studnice und Zahrádka dem Jan von Meziříč schenkte. Dessen ungeachtet verschrieb 1371 Bohuš von Eywanč in der Brünner Landtafel seiner Frau Dorothea 150 Mark auf Ocmanice und Studnice. Im Jahre 1373 wurde Studnice als Eigentum des Jan Hrb, Sohn des Philipp Hrb auf Lovcouvitz und Horenitz bei Jemnitz, in den Landtafeln aufgezeichnet. Die Nachkommen des Jan Hrb auf Studnice nannten sich nach dem Dorf und sind heute als "von Studnitz" eine der ältesten noch existierenden mährischen Adelsfamilien. Im 15. Jahrhundert bestanden eine Feste und ein Freihof. Seit 1749 führte der Ort ein Gemeindesiegel und Wappen. Im Jahre 1752 erwarben die Grafen Haugwitz die Grafschaft Namiescht.
Im Jahre 1842 bestand das im Znaimer Kreis gelegene Dorf Studnitz bzw. Studnic aus 19 Häusern, in denen 119 Personen lebten. Bis zur Mitte des 19. Jahrhunderts blieb Studnitz der Fideikommissgrafschaft Namiescht untertänig.
Nach der Aufhebung der Patrimonialherrschaften bildete Studnice ab 1849 einen Ortsteil der Gemeinde Hodau im Gerichtsbezirk Groß Meseritsch. Ab 1869 gehörte das Dorf zum Bezirk Groß Meseritsch. 1884 entstand die politische Gemeinde Studnice. Das Dorf bestand im Jahre 1890 aus 27 Häusern und hatte 183 Einwohner. Zehn Jahre später war die Anzahl der Wohnhäuser unverändert geblieben, die Einwohnerzahl war auf 175 gesunken. Beim Zensus von 1921 lebten in den 28 Häusern der Gemeinde 177 Tschechen. Im Zuge der Gebietsreform und der Aufhebung des Okres Velké Meziříčí kam die Gemeinde am 1. Juli 1960 zum Okres Třebíč. Zwischen 1980 und 1990 war Studnice nach Budišov eingemeindet.

## Sehenswürdigkeiten
- Reste der Burg Templštejn (Tempelstein), über der Einmündung eines Baches in die Oslava bei der Eliášova Myslivna (Forsthaus Elias).
- Wassermühle Řihákův mlýn im Tal der Oslava
- Kapelle
- Marterl am Weg nach Budišov